# ديفيد إس. وير
ديفيد إس. وير (بالإنجليزية: David S. Ware)‏ هو عازف ساكسفون أمريكي، ولد في 7 نوفمبر 1949 في بلينفيلد في الولايات المتحدة، وتوفي في 18 أكتوبر 2012 في نيو برونزويك في الولايات المتحدة.

## وصلات خارجية
- الموقع الرسمي
- ديفيد إس. وير على موقع IMDb (الإنجليزية)
- ديفيد إس. وير على موقع ميوزك برينز (الإنجليزية)
- ديفيد إس. وير على موقع أول ميوزيك (الإنجليزية)
- ديفيد إس. وير على موقع ديسكوغز (الإنجليزية)